# ヘリテージ・オン・ホイールズ
ヘリテージ・オン・ホイールズ（英語 Heritage on Wheels）は、インドで最初に登場した豪華観光列車のパレス・オン・ホイールズに続き、ラージャスターン州観光の振興のためにインド鉄道により運行が開始された観光列車。
列車には、「マハーラージャ」と「マハーラーニー」のふたつのレストラン、バーやテレビ・ビデオ鑑賞設備、本棚があり、客室はすべて冷房完備である。
各観光地では、旅行添乗員が史蹟名勝を案内し、自然保護区をジープで探索したり、宮殿で食事をしたりできる。

## 運行
パレス・オン・ホイールズは、始点かつ終点のジャイプルを除いて、3泊2日の旅程となっている。
- 1日目夕刻ジャイプル出発
  - 1泊目：ジャイプル　→　ビーカーネール
- 2日目：ビーカーネール観光（ラクシュミーニヴァース宮殿など）
  - 2泊目：ビーカーネール　→　チャパール
- 3日目：タール・チャパール国立公園、シェーカーヴァーティー、ナヴァルガル観光
  - 3泊目：ナヴァルガル　→　ジャイプル
- 4日目朝方ジャイプル到着

## External links
- ヘリテージ・オン・ホイールズのウェブサイト